# 杜秦瑞
杜秦瑞（1942年9月—），女，汉族，山西定襄人，中华人民共和国政治人物，曾任乌鲁木齐市人民政府副市长，新疆维吾尔自治区人大常委会副主任。